# 黃啟嘉
黃啟嘉（1966年11月4日—）台灣花蓮縣人，耳鼻喉科醫師、政治人物，中國國民黨籍，現任花莲县党部副主委、中華民國醫師公會全國聯合會常務理事，花蓮縣醫師公會前理事長。
2019年6月，於国民党花莲县立法委員初选民调中勝出。9月，獲得國民黨中常會通過正式提名。2020年1月11日，在花蓮立委選舉中不敵前縣長傅崐萁而落選。

## 第十屆立法委員選舉
2020年1月11日，在立法委員選舉敗選。
| 1        | 蕭嘉豪   | 民生公益       | 417票    | 0.30%                         |                               |
| 2        | 蕭美琴   | 民主進步黨     | 56,485票 | 40.53%                        |                               |
| 3        | 黃啟嘉   | 中國國民黨     | 17,507票 | 12.56%                        |                               |
| 4        | 許願神   | 無黨籍         | 795票    | 0.57%                         |                               |
| 5        | 曹純明   | 中華統一促進黨 | 90票     | 0.06%                         |                               |
| 6        | 傅崐萁   | 無黨籍         | 64,060票 | 45.97%                        | 當選                          |
| 選舉日期 | 選舉日期 | 2020年1月11日  | 選舉人數 | 197,162人                     | 197,162人                     |
| 投票率   | 投票率   | 71.39%         | 投票人數 | 有效：139,354人 無效：1,397人 | 有效：139,354人 無效：1,397人 |

## 外部連結
- 黃啟嘉的Facebook專頁
- YouTube上的黃啟嘉頻道